# Ходорівське Опілля
Ходорівське Опілля знаходиться на півдні Львівського району, Львівської області(Бібрська ОТГ), та на сході Стрийського району, Львівської області (Ходорівська, Ново-Роздільська, Жидачівська, Журавнівська ОТГ), та на північному заході Івано-Франківського району, Івано-Франківської області (західна частина Рогатинської та Букачівської ОТГ), являє собою західну частину так званого (великого) Рогатинського Опілля, розташованого в межах Львівської, Івано-Франківської та Тернопільської областей.
Основним ландшафтним комплексом Ходорівського Опілля є середньотерасовий ярус, який займає понад 60 % усієї площі цього району. До складу ярусу належать місцевості третьої і четвертої терас Дністра та його лівої притоки р. Луг, які ближче до Дністра складені піщано-галечниковими відкладами, а на північ від Ходорова — лесовидними суглинками. Така географія четвертинних відкладів зумовила своєрідну географію ландшафтних урочищ: у північній частині цього Опілля (між Ходоровом і Новими Стрілищами) у місцевостях третьої тераси панують лесові урочища з опідзоленими чорноземами та з сірими і темно-сірими грунтами. У Придністрянській частині, там, де тераси складені піщано-галечниковими відкладами, поширені урочища з супіщаними дерново-підзолистими ґрунтами, що утворилися під сосново-дубовими лісами, які й тепер займають тут значні площі.
Уявлення про структуру ландшафту Ходорівського Опілля дає співвідношення площ ґрунтових типів, яке має тут такий характер: ґрунти чорноземного типу займають до 23, сірі лісові ґрунти — 46, дерново-підзолисті — 5 і лучні та болотні ґрунти — 20 %. Ліси вкривають 6 % загальної площі району. У цілому Ходорівське Опілля — це район давнього сільськогосподарського освоєння, у якому орні землі займають до 70 % загальної площі.
Оскільки південна частина Ходорівського Опілля безпосередньо прилягає до Дністра, на якому бувають бурхливі літньо-осінні паводки, що іноді досягають катастрофічної висоти, то виникає необхідність проведення протипаводкових заходів на землях придністрянських